# Lexy
 Lexy  es una comuna y población de Francia, en la región de Lorena, departamento de Meurthe y Mosela, en el distrito de Briey y cantón de Mont-Saint-Martin.
Está integrada en la Communauté de communes de l'agglomération de Longwy .

## Demografía[3]
| 342 | 288 | 358 | lac | 352 | 333 | ABS. | ABS. | ABS. | 375 | 391 | 413 | 403 | 448 | 416 | 390 | 450 | 429 | 426 | 548 | 502 | 937 | 1 168 | 1 005 | 945 | 986 | 2 143 | 2 627 | 3 013 | 3 377 | 2 962 | 2 993 | 2 874 |
| Para los censos de 1962 a 1999 la población legal corresponde a la población sin duplicidades (Fuente: INSEE [Consultar]) |     |     |     |     |     |      |      |      |     |     |     |     |     |     |     |     |     |     |     |     |     |       |       |     |     |       |       |       |       |       |       |       |

Forma parte de la aglomeración urbana de Longwy.